# Nazim Samadov
 (juillet 2014).
Nazim Adil oglu Samadov, né le 2 août 1977 à Bakou en Azerbaïdjan est un homme politique azerbaïdjanais.
Nazim Samadov a été nommé le 4 février 2022 conseiller du ministre de l'économie. Ancien chef de l'administration du Ministère des Impôts de la République d'Azerbaïdjan (2018-2022) et vice-ministre de la culture et du tourisme de la République d'Azerbaïdjan (2011-2018).

## Biographie
Il est le fils de Svetlana Mammad qizi Samadova (1952 - 1999) et d'Adil Rasul oglu Samadov (né en 1951), mécanicien des navires dans le système du Ministère de l'Emergence. Sa formation initiale et secondaire a eu lieu à l'école 46 de Bakou.
Licencier en Français à l'Institut National des Langues (Azerbaïdjan) (1998), il obtient en 2000 une maîtrise en Français Langue Étrangère à l'Université Strasbourg II (France) puis un master en Français, Université des Langues (France) (2001) et un master en Droit international de la Western University (Azerbaïdjan) (2006).
En 2007, il devient docteur en Sciences du Langage de l'Université Strasbourg II (France).
Pendant ses études il a effectué quelques stages : en 2000 dans l'Institut International des Études Françaises à Strasbourg, en 2001 dans la Direction de la culture et du patrimoine culturel et naturel du Conseil de l'Europe à Strasbourg et en 2004 dans la Radio France Internationale à Paris.
Professeur de français à l'Université Pédagogique d'État d'Azerbaïdjan (2000-2001), il est consultant en chef du Département de la politique culturel au Ministère de la culture de la République d'Azerbaïdjan de 2004 à 2006.
En janvier 2006, il devient Directeur adjoint du Département des relations internationales au Ministère de la culture de la République d'Azerbaïdjan puis de mai à décembre Directeur de la Division des relations internationales et du protocole au Département des relations internationales et des programmes culturels du Ministère de la culture et du tourisme de la République d'Azerbaïdjan[réf. nécessaire].
De décembre 2006 à novembre 2011, il dirige le Département des relations internationales et des programmes culturels, Ministère de la culture et du tourisme de la République d'Azerbaïdjan, puis, en 2011-2018, il est le Vice-ministre de la culture et du tourisme de la République d'Azerbaïdjan.
De décembre 2018 à février 2022 il était le chef de l'administration du Ministère des Impôts de la République d'Azerbaïdjan (ensuite du Service des Impôts d'État sous le Ministère de l'Economie), conseiller en chef du service fiscal (colonel).
Actuellement, à partir du février 2022 il est le conseiller du ministre de l'Economie de la République d'Azerbaïdjan.

### Activités gouvernementales et intergouvernementales
Secrétaire de la Commission intergouvernementale entre la République d'Azerbaïdjan et la République de Cuba (2009-2011), il était (2012-2018) Membre de la Commission intergouvernementale entre la République d'Azerbaïdjan et la République de Moldavie, Membre de la Commission intergouvernementale entre la République d'Azerbaïdjan et la République de Bulgarie, Membre de la Commission intergouvernementale entre la République d'Azerbaïdjan et la République de Lituanie, Membre de la Commission intergouvernementale entre la République d'Azerbaïdjan et la Roumanie, Membre de la Commission intergouvernementale entre la République d'Azerbaïdjan et le Monténégro.
I a été nommé le membre du Conseil de Surveillance de la Fondation de la Jeunesse auprès du Président de la République d'Azerbaïdjan (2013-2016, 2018).
Membre de la Commission intergouvernementale entre la République d'Azerbaïdjan et la République de Corée (en 2015-2018), il était aussi Coordinateur du groupe de travail de la culture et du tourisme des pays de Guam de mars 2013 à 2015.
Le 25 avril 2016 N.Samadov a été élu le Président du groupe international de travail, puis le Président du Comité Ad Hoc pour l'élaboration de la Convention d'Ethique du Tourisme sous l'Organisation Mondiale du Tourisme de l'ONU. Approuvée en septembre 2017 par l'Assemblée Générale de l'Organisation Mondiale du Tourisme de l'ONU la Convention d'Ethique du Tourisme est devenue le premier traîté intergouvernemental de l'organisation.
En 2017-2018 N.Samadov a aussi fonctionné comme Chef du Secrétariat du Conseil de Tourisme de la République d'Azerbaïdjan.
Le 9 mars 2017 il a été nommé le membre de la Commission préparatoire pour l'adhésion de la République d'Azerbaïdjan à l'Organisation Mondiale de Commerce.
En 2018 N. Samadov a aussi été président du Conseil d'Observation du Bureau National de la Promotion du Tourisme.